# Haematomis radians
Haematomis radians är en fjärilsart som beskrevs av Dyar 1907. Haematomis radians ingår i släktet Haematomis och familjen björnspinnare. Inga underarter finns listade i Catalogue of Life.